# Kanton Metzervisse
Metzervisse is een kanton in het Franse departement Moselle. Het kanton maakte deel uit van het arrondissement Thionville-Est totdat dat op 1 maart 2015 fuseerde met arrondissement Thionville-Ouest tot het huidige arrondissement Thionville. Op diezelfde dat werden veel aanpassingen gemaakt aan de kantons van Moselle maar het kanton Metzervisse bleef ongewijzigd.

## Gemeenten
Het kanton Metzervisse omvat de volgende gemeenten:
- Aboncourt
- Basse-Ham
- Bertrange
- Bettelainville
- Bousse
- Buding
- Budling
- Distroff
- Elzange
- Guénange
- Hombourg-Budange
- Inglange
- Kédange-sur-Canner
- Kemplich
- Klang
- Kœnigsmacker
- Kuntzig
- Luttange
- Metzeresche
- Metzervisse (hoofdplaats)
- Monneren
- Oudrenne
- Rurange-lès-Thionville
- Stuckange
- Valmestroff
- Veckring
- Volstroff